# Nicola Wilson
Nicola Wilson, MBE (* 1. Oktober 1976 in Darlington, North East England, als Nicola Tweddle) ist eine britische Vielseitigkeitsreiterin.

## Werdegang
Im Alter von drei Jahren bekam sie ihr erstes Pony. Bei den Olympischen Spielen 2012 in London gewann sie mit der Mannschaft Silber. Bei Europameisterschaften gewann sie mit der britischen Mannschaft 2009 Gold, 2011 Bronze und 2015 die Mannschafts-Silbermedaille. Auch bei den Weltreiterspielen 2010 war sie Teil der britischen Equipe, die die Goldmedaille gewann. 2025 wurde sie für ihre Verdienste um das Vielseitigkeitsreiten zum Member des Order of the British Empire (MBE) ernannt.

## Privates
Wilson studierte an der University of Manchester.

## Pferde (Auszug)
Aktuelle:
- One Two Many (* 2002), brauner Irischer Sportpferde-Wallach, Vater: Chacoa, Muttervater: Colin Diamond[2]

Ehemalige Turnierpferde:
- Opposition Buzz (* 1997; † 2014), dunkelbrauner Trakehner-Halbblut-Wallach, Vater: Fleetwater Opposition, Muttervater: Java Tiger xx[3][4]
- Mr. Bumble

## Erfolge

### Championate und Weltcup
- Olympische Spiele:
  - 2012, London: mit Opposition Buzz 2. Platz mit der Mannschaft und 28. Platz im Einzel

- Weltreiterspiele:
  - 2010, Lexington KY: mit Opposition Buzz 1. Platz mit der Mannschaft und 15. Platz im Einzel
  - 2014, Normandie: mit Annie Clover 24. Platz im Einzel

- Europameisterschaften:
  - 2009, Fontainebleau: mit Opposition Buzz 1. Platz mit der Mannschaft und 9. Platz im Einzel
  - 2011, Luhmühlen: mit Opposition Buzz 3. Platz mit der Mannschaft und 16. Platz im Einzel
  - 2015, Blair Castle: mit One Two Many 2. Platz mit der Mannschaft und 27. Platz im Einzel